# Синковиці
Синковиці (рос. Синковицы) — присілок у Волосовському районі Ленінградської області Російської Федерації.
Населення становить 9 осіб. Належить до муніципального утворення Бегуницьке сільське поселення.

## Історія
Від 1 серпня 1927 року належить до Ленінградської області.

## Населення
| 1838 | 1862 | 1997 | 2007 | 2010 | 2017 |
| ---- | ---- | ---- | ---- | ---- | ---- |
| 136  | ↗148 | ↘2   | ↗7   | ↘6   | ↗9   |